# ماسایوکی وکانو
ماسایوکی وکانو (به انگلیسی: Masayuki Okano) بازیکن فوتبال اهل ژاپن و عضو تیم ملی فوتبال ژاپن است که در تاریخ ۲۰ سپتامبر ۱۹۹۵ میلادی اولین بازی ملی‌اش را انجام داد. او در ۲۵ بازی ملی حضور داشت و آخرین بازی ملی خود را در تاریخ ۵ ژوئیه ۱۹۹۹ میلادی انجام داد. ماسایوکی وکانو در بازی‌های ملی‌اش
۲ گل به ثمر رساند.